# 阿尔德奥尔诺
阿尔德奥尔诺，是西班牙卡斯蒂利亚-莱昂塞戈维亚省的一个市镇。 总面积12平方公里，总人口71人（2001年），人口密度6人/平方公里。